# Карл Амадеус Хартман
Карл Амадеус Хартман (Минхен, 2. август 1905 — Минхен, 5. децембар 1963) био је немачки композитор.

## Биографија
У родном граду је завршио студије композиције, а усавршавао се код Хермана Шерхена. Његова активност у тридесетим годинама снажно је посвећена идеји социјално ангажоване уметности. Хартман је изјавио: 
Категоризација уметности као политичке или неполитичке, ангажоване или неангажоване, јесте површна јер ниједан уметник, осим ако не жели да се сврста међу нихилисте, не може да избегне своју везу с људском врстом.
 Хартманове ране композиције пре свега су повезане с камерном музиком, камерном опером, као и са а капела хорским композицијама на текстове Карла Маркса, Јоханеса Бехера и Макса Зеа. Ова остварења су критику тадашњег друштва спроводила кроз коришћење сатире и ироније, уз референце на џез, барокне плесове и контрапунктске форме. Такође, била су окренута и против потрошачког менталитета и материјалистичког светоназора.
Други период Хартмановог стваралаштва поклапа се с трајањем нацистичког режима. У том периоду се потпуно повукао из политичког живота. Писао је дела која су се на сваки начин супротстављала политичкој клими. Његово дело „Miserae” носи посвету жртвама концентрационог логора Дахау, а заплет опере „Simplicius Simplisissimus” из 1934. године говори о физичком и духовном пустошењу Трећег рајха. Такође, у својим цитатима користио је цитате оних дела које је Јозеф Гебелс проказивао у својим говорима и указима. Исто тако и материјале базиране на хебрејским напевима и фолклорној музици источноевропских Јевреја. Све ово је присутно у делу „Miserae” из 1934. године, које је освојило награде Међународног друштва за савремену музику, док је у „Concerto funebre” из 1939. године цитирао и руске револуционарне химне, дела Табор и Бланик из циклуса „Моја домовина” Беџиха Сметане.
После завршетка Другог светског рата, Хартман је као један од ретких антифашиста у Немачкој добио важно место у музичком животу Немачке. Основао је концертну серију „Musica Viva” у Минхену, где је радио као драматург у тамошњој опери. Добио је више важних награда и признања за уметничка достигнућа. Даље је развијао свој композициони стил који је био модернистички строг и заинтересован за необарокне контрапунктске поступке. Такође, радио је на делу „Jüdische Chronik” који је обрађивао тему Варшавског гета.
Серијал „Musica Viva” био је посвећен пре свега извођењу дела које су нацисти забранили. То је уједно била платформа за дела младих композитора који ће се показати као предводници послератне авангарде, попут Ханса Вернера Хенцеа, Луиђија Нона, Лиђија Далапиколе, Јаниса Ксенакија, Лучана Берија и других.